# گورستان بردبل
گورستان بردبل مربوط به عصر مفرغ - عصر آهن است و در شهرستان بدره، بخش مرکزی، دهستان علیشروان، روستای چنارباشی واقع شده و این اثر در تاریخ ۱۵ دی ۱۳۸۷ با شمارهٔ ثبت ۲۴۲۹۲ به‌عنوان یکی از آثار ملی ایران به ثبت رسیده‌است.